# Neubrandenburg

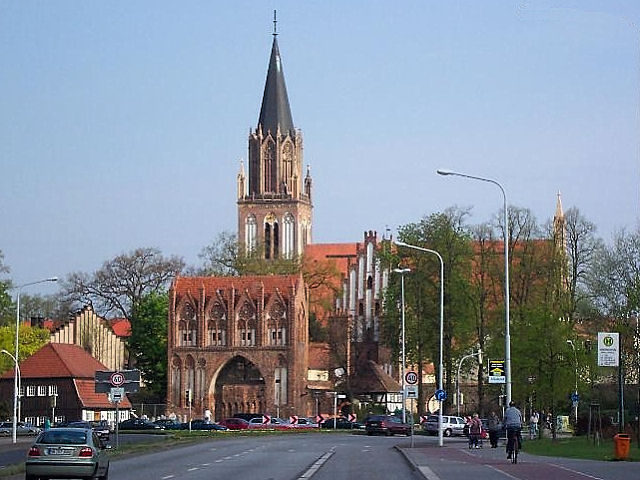
Stargarder Tor i Konzertkirche (Kościół Mariacki przekształcony w salę koncertową)

Neubrandenburg (pol. hist. Nowy Branibórz, Branibór Nowy), Vier-Tore-Stadt (pol. Miasto czterech bram) – miasto powiatowe w Niemczech w południowo-wschodniej części Meklemburgii-Pomorza Przedniego na Pojezierzu Meklemburskim, siedziba powiatu ziemskiego Mecklenburgische Seenplatte. Jest położone na północnym skraju jeziora Tollensesee w pobliżu miejsca, gdzie wypływa zeń rzeka Tollense. Miasto obejmuje także wzgórze Datzeberg, na którym wybudowano osiedle bloków mieszkalnych.
Fundacja miasta miała miejsce 4 stycznia 1248, kiedy margrabia brandenburski Jan I postanowił wybudować miasto strzegące północnych rubieży jego ziem. Od 1292 r. miasto jest częścią Meklemburgii.
Do dzisiaj zachowały się średniowieczne mury obronne wraz z czterema bramami miejskimi, które są wizytówką miasta („Neubrandenburg – miasto czterech bram”).
Miasto rozwijało się jako ośrodek handlowy aż do wojny trzydziestoletniej (1618–1648), kiedy to pozycja ta została utracona w wyniku nieustannych działań wojennych. Po wkroczeniu szwedzkiej armii Gustawa Adolfa do Niemiec miasto zostało obsadzone garnizonem szwedzkim, ale w 1631 r. zostało odbite przez siły Cesarskiej Ligi Katolickiej, której żołnierze dokonali masakry protestanckich żołnierzy.
Podczas II wojny światowej w granicach miasta Fünfeichen znajdowały się dwa niemieckie obozy jenieckie dla jeńców alianckich różnych narodowości: duży Stalag II-A i przyległy Oflag II-E/67 dla oficerów. W mieście znajdował się także obóz pracy przymusowej dla Sinti i Romów. 
W 1945 roku po zajęciu niebronionego i w większości opuszczonego miasta, Armia Czerwona spaliła 80% zabudowy, a setki mieszkańców popełniło samobójstwa. Od tego czasu odbudowano wiele budynków o znaczeniu historycznym. Po wojnie, w latach 1945-1948, obóz specjalny NKWD Nr 9 mieścił się na terenie byłego Stalagu II-A.
Za czasów NRD w latach 1952–1990 stolica okręgu (Bezirk).
W mieście znajduje się stacja kolejowa.
W mieście rozwinął się przemysł maszynowy, środków transportu, spożywczy, materiałów budowlanych, gumowy oraz farmaceutyczny.

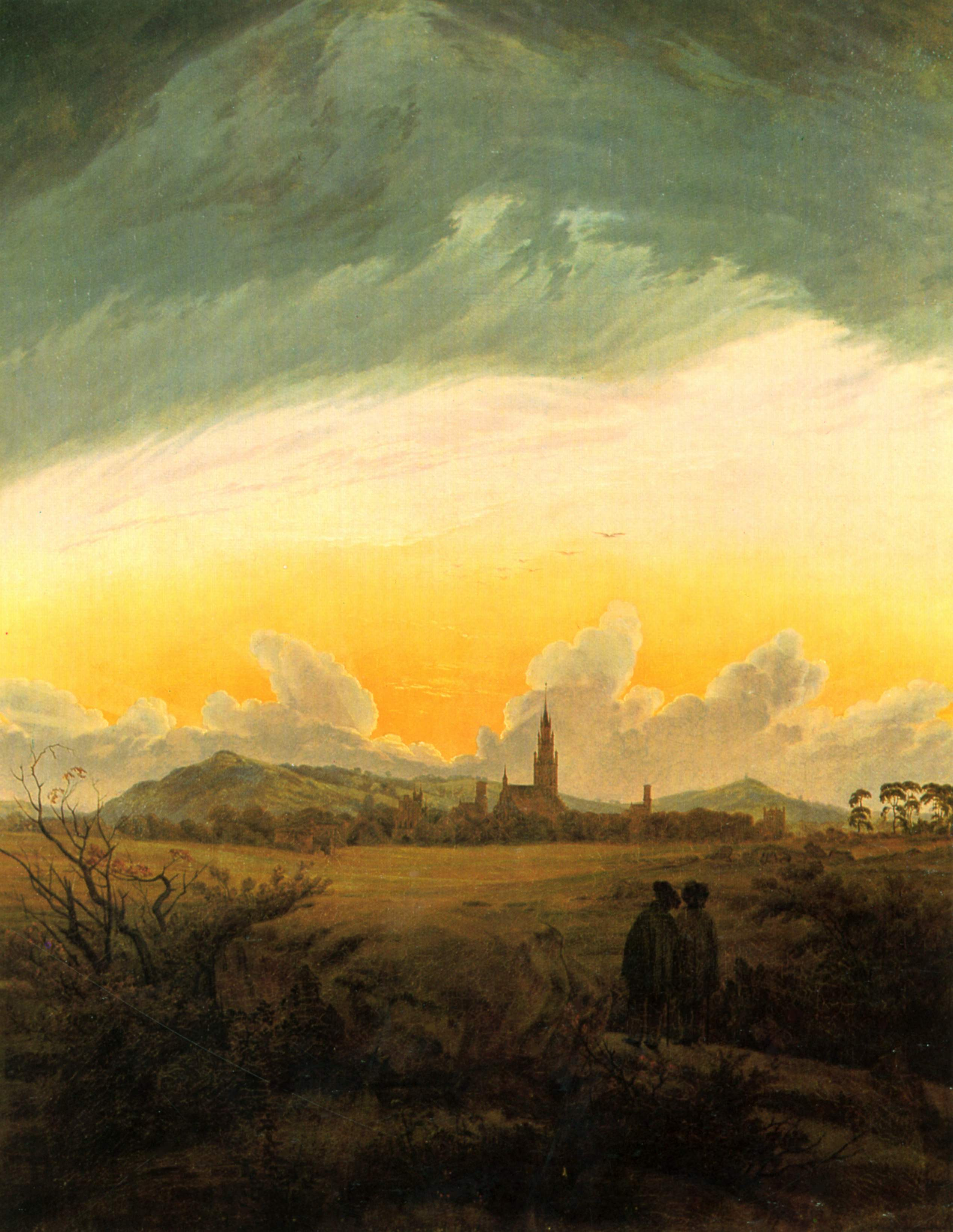
Caspar David Friedrich – Neubrandenburg w porannej mgle
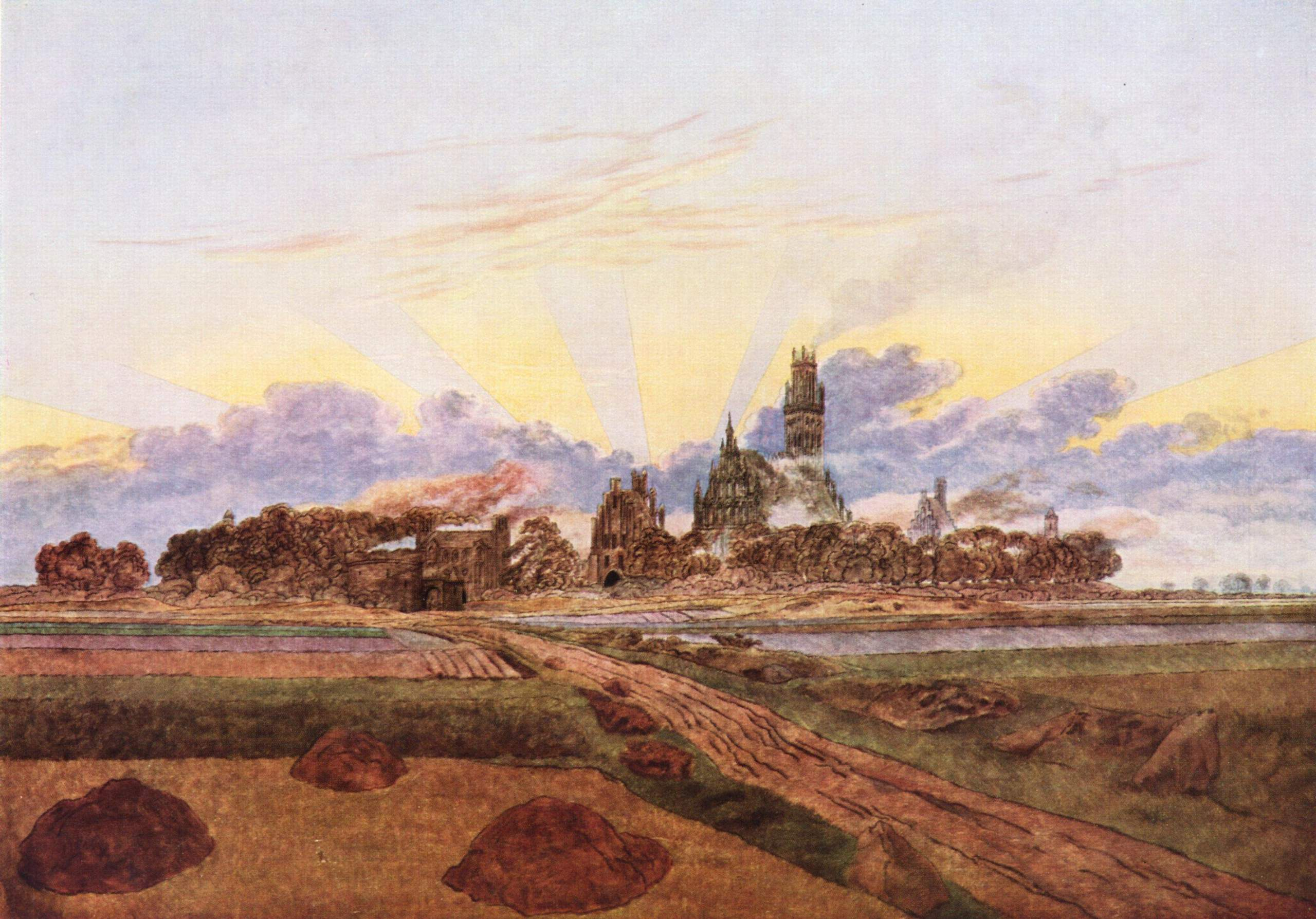
Caspar David Friedrich – Wschód słońca nad Neubrandenburgiem

## Zabytki i atrakcje
- Neubrandenburg zachował w całości średniowieczne mury miejskie. W murze o wysokości 7 m i obwodzie 2,3 km znajdują się cztery ceglane bramy miejskie z XIV i XV wieku.
- Spośród bram najbardziej imponującą jest Stargarder Tor z charakterystycznym szczytem oraz filigranowymi maswerkami i rozetami.

- Ważnym zabytkiem jest gotycki ceglany kościół Marienkirche (Kościół Mariacki, Konzertkirche), ukończony w 1298 r. Kościół został prawie zupełnie zniszczony podczas wojny w 1945 r., ale został odrestaurowany w 1975 r. i obecnie mieści salę koncertową (otwartą w 2001 r.).

- Najwyższym budynkiem w mieście jest zbudowany w czasie NRD 56-metrowy Haus der Kultur und Bildung (HKB, Dom Kultury i Edukacji), otwarty w 1965 roku. Dzięki smukłemu wyglądowi zyskał przydomek Kulturfinger („palec kultury”).

Inne atrakcje to m.in. Muzeum Regionalne w Neubrandenburgu.

## Współpraca zagraniczna
Neubrandenburg posiada następujące umowy partnerskie:
- Collegno, Włochy od 1965 r.
- Flensburg, Szlezwik-Holsztyn od 1987 r.
- gmina Gladsaxe, Dania od 1990 r.
- Koszalin, Polska od 1974 r.
- Nazaret, Izrael od 1998 r.
- Nevers, Francja od 1973 r.
- Pietrozawodsk (Петрозаводск), Rosja od 1983 r.
- Villejuif, Francja od 1966 r.
- Yangzhou, Chińska Republika Ludowa od 1999 r.